# Leonid Brumberg
Leonid Jefimowitsch Brumberg (russisch Леонид Ефимович Брумберг; * 30. April 1925 in Rostow am Don; † 20. August 2010 in Wien) war ein sowjetischer russischer Pianist jüdischer Herkunft.
Seine Ausbildung erhielt Brumberg am Moskauer Konservatorium bei Heinrich Neuhaus (Klavier), Nikolai Mjaskowski (Komposition) und Dmitri Schostakowitsch (Instrumentation). Nach dem Studium begann er eine Konzertkarriere, die bis zu seiner Emigration 1981 auf die UdSSR und den Ostblock beschränkt blieb. Von den Zwängen der staatlichen Administration befreit, begann er danach international zu konzertieren. Er arbeitete mit bekannten Dirigenten wie Gennadi Roshdestwenski, Jewgeni Swetlanow, Kyrill Kondraschin und Zubin Mehta. Regelmäßig war er Gast beim Rheingau Musik Festival, wo er in den Jahren 1991 bis 1996 sämtliche Werke Chopins aufführte. Seine pianistischen Leistungen sind auf zahlreichen Tonträgern dokumentiert.
Als Pädagoge wurde er zunächst Assistent seines Lehrers Neuhaus, bevor er eine Professur am Gnessin-Institut übernahm. Nach seiner Emigration ließ er sich in Wien nieder, wo er von 1982 bis 1998 eine Professur am städtischen Konservatorium innehatte.